# Либрегтс, Тейс
Тейс Либрегтс (нидерл. Thijs Libregts, нидерландское произношение: [ˈtɛi̯s lɪbˈrɛxts]; род. 4 января 1941, Роттердам) — нидерландский футболист и тренер.

## Клубная карьера
Родился в нидерландском городе Роттердам 4 января 1941 года. Карьеру футболиста на взрослом уровне начал в местном клубе «Эксельсиор» в 1958 году. В этой команде Либрегтс провёл четыре года. В 1962 году перешёл в «Фейеноорд», где оставался до 1968 года и выиграл свои первые трофеи, в числе которых чемпионский титул Эредивизи. Впоследствии вернулся в «Эксельсиор», на этот раз он играл там до 1972 года, после чего завершил игровую карьеру.

## Тренерская карьера
После завершения карьеры футболиста Либрегтс стал футбольным тренером, свой первый опыт в качестве главного тренера футбольной команды он получил в «Эксельсиоре», где выступал и как игрок. Тейс работал в этом клубе с 1975 по 1980 год. Из «Эксельсиора» он перешел в ПСВ, а в 1983 году отправился в «Фейеноорд». С этой командой Либрегтсу удалось выиграть свои первые трофеи в качестве тренера: Эредивизи и Кубок Нидерландов. Оба турнира были выиграны в сезоне 1983/84. Впоследствии работал в Греции, в клубах «Арис», ПАОК и «Олимпиакос». В 1988 году был приглашён на должность главного тренера национальной сборной Нидерландов, на смену Ринусу Михелсу. В сборной Либрегтс проработал два года, за которые ей удалось пройти квалификацию на чемпионат мира 1990 года.
После работы со сборной вернулся в Грецию — сначала в клуб «Ираклис», а потом вновь возглавил «Олимпиакос». Покинув эту команду несколько лет оставался без работы, затем стал тренером клуба «Аполлон Смирнис», а в 1998 году — сборной Нигерии, которой руководил один год. С 2001 по 2002 год был главным тренером австрийского клуба ГАК, выиграл с командой Кубок Австрии. После сезона 2001/02 подобную должность нигде не занимал.

## Достижения
Как игрока
- Чемпион Нидерландов: 1964/65
- Обладатель Кубка Нидерландов: 1964/65
- Обладатель Кубка Интертото (2): 1967, 1968

Как тренера
- Чемпион Нидерландов: 1983/84
- Обладатель Кубка Нидерландов: 1983/84
- Обладатель Кубка Австрии: 2001/02

## Семья
Дети Либрегтса — Раймонд и Патрисия посвятили себя спортивной деятельности: футболу и водному поло соответственно.